# Liga Ecuatoriana de Baloncesto 2013
La Liga Ecuatoriana de Baloncesto 2013 (por motivos de patrocinio Copa DirecTV) será la tercera temporada de la Liga Ecuatoriana de Baloncesto organizado por la  Comisión de la Liga Ecuatoriana de Baloncesto. Para este torneo se tendrá la participación de 8 clubes.
Las dos primeras fases de jugarán a doble vuelta, es decir cada equipo será visitante y local dos veces seguidas contra un mismo rival, mientras que la fase semifinal enfrentará al primero contra el cuarto y el tercero contra el segundo, los ganadores de 3 de 5 partidos accederán a la final, que definirá al campeón con el primer quinteto que logre cuatro triunfos de siete.
Además el campeón contará con un cupo en la Liga de las Américas 2014 de la Federación Internacional de Baloncesto (FIBA).

## Eventos destacados
- La FEB como la LEB informan que el equipo de Mavort tomará parte de la Liga de las Américas 2013, por el cual jugaría sus partidos de local en el Coliseo Julio César Hidalgo de Quito.[1]
- Se da el ingreso a participar a la Liga Nacional Barcelona Sporting Club de Guayaquil, el Orense Sporting Club de Machala y el Club San Vicente Mártir de Latacunga;[2] teniendo su primera participación en el nuevo formato de la Liga. Se retiran ADN y JG Bolívar por inscripciones tardías y problemas económicos respectivamente.[3]
- Después de 4 años, Mavort regresa a jugar a la ciudad de Quito citando problemas de taquilla durante su estancia en Ibarra.
- El 5 de mayo de 2013 se reunió el Congresillo Técnico en las instalaciones de Fedenador en Guayaquil; por primera vez en al baloncesto ecuatoriano serán televisados los encuentros (incluido los playoffs y la final) mediante un acuerdo con DirecTV; además se establece que serán 3 extranjeros que refuercen a los equipos de la Liga.[4]
- El sábado 29 de junio de 2013 se realizara el "Juego de las Estrellas" en la ciudad donde acoja el mayor número de espectadores durante la primera rueda de la temporada regular; esto debido al éxito taquillero de la temporada pasada en Ambato y con los mejores jugadores de la Liga Ecuatoriana de Baloncesto en disputa, se jugaran Nacionales contra Extranjeros.

## Equipos participantes
| Liga Ecuatoriana de Baloncesto 2013 |               |               |                                   |           |
| Equipo                              | Ciudad        | Provincia     | Coliseo                           | Capacidad |
| Barcelona                           | Guayaquil     | Guayas        | Coliseo Abel Jiménez Parra        | 2.500     |
| ComuniKT                            | Ambato        | Tungurahua    | Coliseo Mayor de Deportes         | 7.000     |
| Guerreros de Santo Domingo          | Santo Domingo | Santo Domingo | Coliseo Federativo                | 2.000     |
| Importadora Alvarado                | Ambato        | Tungurahua    | Coliseo Mayor de Deportes         | 7.000     |
| Mavort                              | Quito         | Pichincha     | Coliseo Julio César Hidalgo       | 5.340     |
| Orense                              | Machala       | El Oro        | Coliseo de Deportes               | 3.000     |
| San Vicente Mártir                  | Latacunga     | Cotopaxi      | Coliseo Camilo Gallegos Domínguez | 5.000     |
| Universidad Tecnológica Equinoccial | Quito         | Pichincha     | Coliseo Julio César Hidalgo       | 5.340     |

## Clasificación
| Pos | Equipo                 | Pts | PJ | G  | P  | CF   | CC   | Dif  |
| --- | ---------------------- | --- | -- | -- | -- | ---- | ---- | ---- |
| 1   | Comunikt               | 26  | 13 | 13 | 0  | 1293 | 999  | 294  |
| 2   | U.T.E                  | 24  | 14 | 10 | 4  | 1268 | 1171 | 97   |
| 3   | Mavort                 | 22  | 13 | 9  | 4  | 1280 | 1239 | 41   |
| 4   | Barcelona              | 20  | 13 | 7  | 6  | 1194 | 1156 | 38   |
| 5   | Importadora Alvarado   | 18  | 14 | 5  | 9  | 1180 | 1217 | -37  |
| 6   | Guerreros              | 18  | 14 | 4  | 10 | 1252 | 1296 | -44  |
| 7   | San Vicente Mártir     | 18  | 14 | 4  | 10 | 1099 | 1186 | -87  |
| 8   | Orense-Deportes Guayas | 15  | 13 | 2  | 11 | 951  | 1253 | -302 |

 Pts=Puntos; PJ=Partidos jugados; G=Partidos ganados; P=Partidos perdidos; CF=Canastas a favor; CC=Canastas en contra; Dif=Diferencia de puntos
|  | Clasificado a la Segunda ronda |

## Play-offs
|  | Cuartos de final       | Cuartos de final       |                       |                      | Semifinales            | Semifinales            |  |     | Final                  | Final                  |  |
|  | Al mejor de 3 partidos | Al mejor de 3 partidos |                       |                      | Al mejor de 3 partidos | Al mejor de 3 partidos |  |     | Al mejor de 5 partidos | Al mejor de 5 partidos |  |
|  |                        |                        |                       |                      |                        |                        |  |     |                        |                        |  |
|  |                        |                        |                       |                      |                        |                        |  |     |                        |                        |  |
|  | CKT                    | 2                      |                       |                      |                        |                        |  |     |                        |                        |  |
|  | CKT                    | 2                      |                       |                      |                        |                        |  |     |                        |                        |  |
|  | Deportes Guayas        | 0                      |                       |                      |                        |                        |  |     |                        |                        |  |
|  | Deportes Guayas        | 0                      |                       | CKT                  | 2                      |                        |  |     |                        |                        |  |
|  |                        |                        |                       | CKT                  | 2                      |                        |  |     |                        |                        |  |
|  |                        |                        | Barcelona             | 0                    |                        |                        |  |     |                        |                        |  |
|  | Barcelona              | 2                      | Barcelona             | 0                    |                        |                        |  |     |                        |                        |  |
|  | Barcelona              | 2                      |                       |                      |                        |                        |  |     |                        |                        |  |
|  | San Vicente Mártir     | 1                      |                       |                      |                        |                        |  |     |                        |                        |  |
|  | San Vicente Mártir     | 1                      |                       |                      |                        |                        |  | CKT | 3                      |                        |  |
|  |                        |                        |                       |                      |                        |                        |  | CKT | 3                      |                        |  |
|  |                        |                        | Guerreros del Neumane | 1                    |                        |                        |  |     |                        |                        |  |
|  | Mavort                 | 0                      | Guerreros del Neumane | 1                    |                        |                        |  |     |                        |                        |  |
|  | Mavort                 | 0                      |                       |                      |                        |                        |  |     |                        |                        |  |
|  | Guerreros del Neumane  | 2                      |                       |                      |                        |                        |  |     |                        |                        |  |
|  | Guerreros del Neumane  | 2                      |                       | Importadora Alvarado | 0                      |                        |  |     |                        |                        |  |
|  |                        |                        |                       | Importadora Alvarado | 0                      |                        |  |     |                        |                        |  |
|  |                        |                        | Guerreros del Neumane | 2                    |                        |                        |  |     |                        |                        |  |
|  | UTE                    | 0                      | Guerreros del Neumane | 2                    |                        |                        |  |     |                        |                        |  |
|  | UTE                    | 0                      |                       |                      |                        |                        |  |     |                        |                        |  |
|  | Importadora Alvarado   | 2                      |                       |                      |                        |                        |  |     |                        |                        |  |
|  | Importadora Alvarado   | 2                      |                       |                      |                        |                        |  |     |                        |                        |  |
|  |                        |                        |                       |                      |                        |                        |  |     |                        |                        |  |

| Campeón de la LEB 2013                                 |
| ------------------------------------------------------ |
| CKT Primer título de la Liga Ecuatoriana de Baloncesto |